# Adrien Dolimont
Adrien Dolimont (ur. 18 września 1988 w Montignies-sur-Sambre) – belgijski i waloński polityk oraz samorządowiec, od 2024 premier Walonii.

## Życiorys
W 2011 uzyskał magisterium z inżynierii mechanicznej na Uniwersytecie w Mons. Pracował jako nauczyciel akademicki na macierzystej uczelni, doktoryzował się w 2018 w zakresie nauk techicznych.
Zaangażował się w działalność polityczną w ramach Ruchu Reformatorskiego. W 2006 został radnym gminy Ham-sur-Heure-Nalinnes i członkiem jej egzekutywy. W późniejszych lata w zarządzie gminy odpowiadał m.in. za budżet i finanse. Kierował też instytucją pomocy społecznej CPAS. W styczniu 2022 dołączył do rządu Walonii jako minister do spraw budżetu, finansów, portów lotniczych i infrastruktury sportowej. W 2024 uzyskał mandat posła do Parlamentu Walońskiego.
W lipcu 2024 został nowym premierem Regionu Walońskiego, w rządzie regionalnym przejął też m.in. odpowiedzialność za budżet, finanse i relacje międzynarodowe.